# Laurie Hughes
Lawrence „Laurie“ Hughes (* 2. März 1924 in Liverpool; † 9. September 2011) war ein englischer Fußballspieler. Der zumeist auf der Mittelläufer-Position eingesetzte zentrale Abwehrspieler kam bei der WM 1950 in Brasilien zu seinen einzigen drei Einsätzen für die englische A-Nationalmannschaft. Dazu war er langjährig beim FC Liverpool aktiv und gewann mit diesem Verein 1947 die erste englische Meisterschaft nach dem Zweiten Weltkrieg.

## Sportliche Laufbahn
Der in Liverpool geborene Laurie Hughes begann das Fußballspielen zunächst bei dem kleinen Klub Tranmere Rovers und wechselte 1943 zu dem großen FC Liverpool. Aufgrund der kriegsbedingten Unterbrechung des regulären Spielbetriebs kam das junge Talent, das sich durch seine körperliche Robustheit in 112 „Kriegszeit-Spielen“ im Zentrum der Abwehr einen Namen machte, erst am 5. Januar 1946 beim 2:0-Sieg gegen den FC Chester im FA Cup zu seinem Debüt für die „Reds“. In der ersten regulären Meisterschaftssaison nach dem Zweiten Weltkrieg spielte Hughes auf Anhieb mit seiner Mannschaft um die Meisterschaft und trug am Ende mit 30 Einsätzen in 42 Pflichtspielen 1947 maßgeblich zum ersten englischen Meistertitel des FC Liverpool nach 24 Jahren bei.
Die nächsten Karrierehöhepunkte folgten 1950, als Hughes mit seinem Team das FA-Cup-Endspiel erreichte, dort aber dem FC Arsenal im Wembley-Stadion mit 0:2 unterlegen war. Das anschließende Weltmeisterschafts-Turnier in Brasilien sollte schnell für Entschädigung sorgen und der bis dato noch ohne A-Länderspiel gebliebene Hughes zählte nicht nur zum Kader, sondern war in allen englischen Partien dabei. Nach einem 2:0-Auftaktsieg am 25. Juni 1950 gegen Chile bei seiner Premiere folgte jedoch vier Tage später eine große Enttäuschung, als er mit seiner Mannschaft der Außenseiterelf der Vereinigten Staaten mit 0:1 unterlag. Eine weitere 0:1-Niederlage gegen Spanien bedeutete das vorzeitige Turnieraus für England und das letzte Länderspiel in der Karriere von Laurie Hughes.
Hughes, der gelegentlich auf der Außenbahn aushalf, aber stets defensiv orientiert war und über eine gute Spielübersicht verfügte, traf während seiner Karriere nur in einem einzigen Pflichtspiel, und zwar am 8. Dezember 1951, als er in der 88. Minute mit seinem Treffer zum 2:2 gegen Preston North End einen Punkt rettete. Der sportliche Trend zeigte für den FC Liverpool in den 1950er Jahren jedoch deutlich nach unten und nachdem Hughes mit seiner Mannschaft in der Saison 1952/53 den Absturz in die Zweitklassigkeit noch vermeiden konnte, war ein Jahr später der Abstieg in die Second Division als Tabellenletzter fällig. Für den Rest seiner Laufbahn agierte Hughes in der zweiten Liga und gehörte in der Spielzeit 1956/57 noch einmal zu den Leistungsträgern. Im Alter von 33 Jahren kam er am 28. September 1957 zu seinem letzten Einsatz gegen Charlton Athletic und obwohl er in den anschließenden drei Jahren nicht mehr berücksichtigt wurde, wartete er mit seiner Rücktrittsentscheidung bis Mai 1960.

## Erfolge
- 1947: Englischer Meister